# 伊日·利普塔克
伊日·利普塔克（捷克語：Jiří Lipták，捷克語發音：[ˈjɪr̝iː ˈlɪptaːk]，1982年3月30日—），捷克射擊運動員，他代表捷克隊參加了日本舉行的2020年夏季奧林匹克運動會，並且在男子不定向飛靶比賽上獲得金牌。